# Grram
grram（グラム）は、久川実津紀によるソロ・プロジェクト。GIZA studioのサブレーベルD-GOに所属していた。

## 来歴
- 2010年の秋、ミュージックスクールの定期オーディションで歌っていた久川実津紀が、その儚い歌声と作詞能力をプロデューサーに見出され、女性シンガーを探していた3人のメンバーと合流し、結成に至った[1]。「悲しいほど 今日の夕陽 きれいだね」が名探偵コナンのエンディングテーマに起用された後、2012年3月21日に1stミニアルバム「心の指すほうへ」でメジャーデビュー[2]。

- 2013年、grramが久川のソロプロジェクトとなる。

- 2013年3月23日には福岡県ヤフオク!ドームにて行われた、プロ野球オープン戦の試合開始前に登場し、「心の指すほうへ」を歌唱した。

- 2013年8月24日には、鳥取県の倉吉未来中心大ホールにて開催されたイベント「名探偵コナンまつりinまんが王国とっとり」にゲスト出演し、5曲を歌唱した。

- 2015年11月28日、大阪hillsパン工場で開催したワンマンライブ「grram The Final Live ～心の指すほうへ～」をもって活動終了。

## 概要
「悲しいほど 今日の夕陽 きれいだね」の1曲を除いた全ての曲の作詞を久川実津紀が手がけており、それらの内容は主に、人間の目には見えない感情を言葉にしているものである。中学2年生の頃から書き溜め続けている作詞ノートに綴られた大量の言葉の中から書くこともあるという。また、作曲に関しては、同系列レーベルのアーティストによる提供の傾向であったが、現在は中学の頃からボイスレコーダーに多数の曲を吹き込み溜め続けているという久川自身の作曲作品も増えつつある。

## 名前の由来
欧神話に登場する剣で石や鉄も容易く切り裂いたといわれているグラム(gram)と、コンピュータ主記憶装置のラム（Random Access Memory＝RAM）を掛け合わせた。いつまでも心に深く刻み込むような音を真摯に届けたいという願いをこめた名前である。

## メンバー
久川実津紀 （1991年8月16日生まれ）
grramは久川実津紀のソロ・プロジェクトであるため彼女1人である。

## ディスコグラフィー

### アルバム

#### ミニアルバム
| 枚  | 発売日        | タイトル         | 規格品番  | 最高位 |
| --- | ------------- | ---------------- | --------- | ------ |
| 1st | 2012年3月21日 | 心の指すほうへ   | GZCD-5001 | 109位  |
| 2nd | 2012年8月1日  | まぼろしのカタチ | GZCD-5003 | 140位  |

### シングル

#### シングル
| 枚 | 発売日         | タイトル                                 | 規格品番 | 最高位         |
| -- | -------------- | ---------------------------------------- | -------- | -------------- |
| -  | 2014年12月21日 | Will...                                  | 会場限定 | チャート対象外 |
| -  | 2015年11月23日 | 夢は夢のままで／かけがえのないものひとつ | 会場限定 | チャート対象外 |

#### デジタルシングル
| 枚 | 発売日         | タイトル   |
| -- | -------------- | ---------- |
| 1  | 2014年10月22日 | 風になって |

## 書籍

### 連載
- 「music freak Es」にて久川実津紀「記憶のなかの1grram」